# Михайло Анісімов
Михайло Анісімов — український баскетболіст. Гравець київського Будівельника та збірної України.